# Hanaui biblia

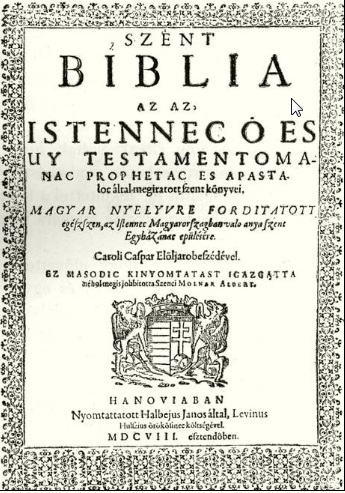
A hanaui biblia címlapja

A hanaui biblia a vizsolyi biblia második, Szenczi Molnár Albert által javított kiadása. A vizsolyi bibliától nemcsak nyelvezetében tér el, hanem szerkesztésében és formájában is. Az Ó- és Újszövetség könyvei mellett megtalálhatók a Bibliában a zsoltárok, kottájukkal együtt, így a kor hívő embere egy helyen találhatta meg mindazt, ami vallásra nézve a legfontosabb olvasni- és tudnivaló volt.

## Története
A hanaui bibliát 1608-ban a németországi Hanauban nyomtatták ki. A biblia az 1590-ben Károli által nyomtatott biblia javított kiadása volt. A vizsolyi biblia számos fordítási, illetve nyomtatási hibával jelent meg, aminek Károli is tudatában volt, ezért kérte is a biblia előszavában, hogy az ezekkel kapcsolatos észrevételeket az olvasók juttassák el hozzá annak érdekében, hogy a következő kiadásban kijavíthassa azokat. Károli már nem élhette meg a második kiadást. Szenczi Károli keze alá dolgozott az első biblia elkészítésekor, ugyanis abban az időben Göncön volt diák "Lábánál forganék az böcsületes embernek, Károli Gáspárnak, az gönci prédikátornak, az ki fő igazgatója volt az kinyomtatásnak, és engem gyakorta a Visoli nyomtató helyben kiküldött az ő tőle írott levelecskékkel".
A biblia javított kiadásában nem csak a nyelvi problémák kijavításával foglalkozott - mint írta: szerette volna megtisztítani a szöveget a "szólásnak dísztelen módjától, s az idegen nemzetből való korrektor miatt esett hibáktól", hanem egy kisebb méretű, praktikusabb és olcsóbb kiadás létrehozására törekedett. Szenczi maga így írt erről: "Mivelhogy az ő nagy öreg volta miatt forgatásra nehéz volt (A Vizsolyi Biblia), és az szűk költségűek megvételére sem volt könnyű, tetszett nekem és fő barátaimnak, hogy ily középformán bocsáttassék ki. Hogy az prédikáló székben felvihesse velék az Magyarországi Szent Egyházaknak prédikátori, kinek egyedül ez ideig egyéb keresztyéni nemzetek között az deák könyvekből kellett a Szentírást az nép előtt magyarázniok."
Szenczi naplójából tudjuk, hogy a nyomtatás 1608. május 2-án vette kezdetét és szeptember 19-én fejeződött be. A nyomtatáshoz szükséges betűket Frankfurtban öntette. A munkálatok során mintegy 1500 darab készült el, ami meglehetősen soknak számított abban a korban.

## Felépítése
"Szent Biblia Az az: Istennec O és Uy Testamentomanac Prophetac es Apostoloc által megiratott szent könyvei. Magyar nyelvre forditatott egészszen, az Istennec Magyarorszagban valo anya szent egyházánac epülésére. Caroli Gaspar elöljarobeszédével. Ez masodic kinyomtatast igazgatta; néhol megis jobbitotta Szenci Molnar Albert. Hanoviaban Nyomtattatott Halbejus Janos által, Levinus Hulszius ôrôkôsinek kôltségével. MDCVIII. esztendôben."
Az oroszlános magyar címerlap után következik az ajánlás, amelyet Szenczi magyarul és latinul intéz Móric hesseni fejedelemhez (Mauritio landgravio Hassiae, comiti Cattimelibocorum, Deciorum, Zigenhani et Niddae). Móric Árpád-házi Szent Erzsébet leszármazottjának vallotta magát és szívesen olvasott és beszélt magyarul.
Az ajánlás után következik Károli elöljáró beszéde, ugyanúgy, ahogy az az 1590-es kiadásban olvasható. Az elöljáró beszéd után egy szószedet következik, melyben az idegen szavakat magyarázzák, amik a Bibliában előfordulnak. (REGISTROMA ES MAGYARAZAT-TYA EGY NEHANY SIDO, GÖRÖG ES DEAK IGEK-nec, és egyéb idegen nyelven valo neveknec, mellyec az az Szent Bibliaban néholnéhol elő-forognac.).
Szenczi az új bibliában nem csak a nyelvhelyességre figyelt oda, hanem egyéb módosításokat is eszközölt. A kor tudományos színvonalán állva, a magyar bibliafordítás történetében először választja külön a szorosan vett biblia könyveket a később keletkezett vallásos irodalomtól, az úgynevezett apokrifusoktól. Ennek megfelelően a biblia tagolása a következő: Az Ó Testamentom könyvei, Az Próféták, Apocryphus könyvek, Az uy Testamentom könyvei.
Az apokrif könyvek közé a következőket sorolta: Tóbiás könyve – Manasszes imádsága – Judit könyve – Baruch könyve – Jeremiás levele (Dániel prófétához adatott toldalékok) – Azariás imádsága - Három férfi éneke - Zsuzsanna históriája - Bél históriája - A sárkány históriája - Ezdrás harmadik és negyedik könyve – Eszter könyvéhez adatott toldalék – Makkabeusok harmadik könyve (Simon főpap könyve) – Makkabeusok első és második könyve – Bölcsességnek könyve – Jézusnak Syrach fiának bölcsessége.
Az új testamentum címlapját W. Harnisch ditat servata fides körirattal ellátott nyomdászjelvény díszíti.
A könyv végén, külön címlappal közli a zsoltárok fordítását kottával is és a Heidelbergi kátét (Huszár Gál) saját fordításában - Kis Catechismust - rövidített formában. Szintén itt olvasható a tízparancsolat, Simeon és Anna éneke, a Miatyánk, az Apostoli hitvallás versbe szedett és megzenésített változata, valamint egy ún. házi tábla, melyen e világi fejedelmeknek, ítélő bíráknak, uraknak és jobbágyoknak, házas férfiaknak és házas asszonyoknak, atyáknak és anyáknak, illetve gyermekeknek szóló bibliai intelmek és tanácsok állnak.

## A bibliák ma
Az 1608-ban nyomtatott példányokat 4 év alatt mind megvásárolták ezért Oppenheimben, 1612-ben újra kinyomtatták. Nyomtattatott Galler Hieronymus által, Levinus Hulszius Oezvegyénec költségével. Szenczi az elöljáró beszédben a következőket írja: "ez néhány esztendőben, az Hanoviában (1608-ban) nyomtatott másfél ezer exemplar többire már mind eladatott"
Mára az 1500 példányból 58-at tartanak számon:
- egy Kecskeméten, a Katona József Megyei Könyvtárban található.
- Egy másik példánya a budapesti Ráday Gyűjtemény - Biblia Múzeum tulajdonában van. Ez a darab I. Rákóczi György tulajdonában volt, a könyvben a fejedelem saját feljegyzései is olvashatók.[3]
- egy a Baptista Teológiai Akadémia könyvtárában, melyet a borító tanúsága szerint 1796-ban restaurálták, amikor is egy bizonyos Joanes Högyi birtokába került. Az előző – ismeretlen – tulajdonostól is található egy bejegyzés a Mózes első könyve első lapján, melyen arról tesz említést, hogy 1712-ben kezdett a Biblia olvasásába. Az eredeti címlapoldal elveszett, és az első tíz-egynéhány lap margója is hol kisebb, hol nagyobb sérüléseket szenvedett az évszázadok során.[4]
- egy példány az MTA gyűjteményében RM I 2r 3/koll. 1

## Külső hivatkozások
- Szent Biblia : Azaz Istennec O ÉS Uy Testamentomanac prophetac és apostoloc által megíratott szent könyvei (MEK)